# Ruta alemana de arquitectura de entramados

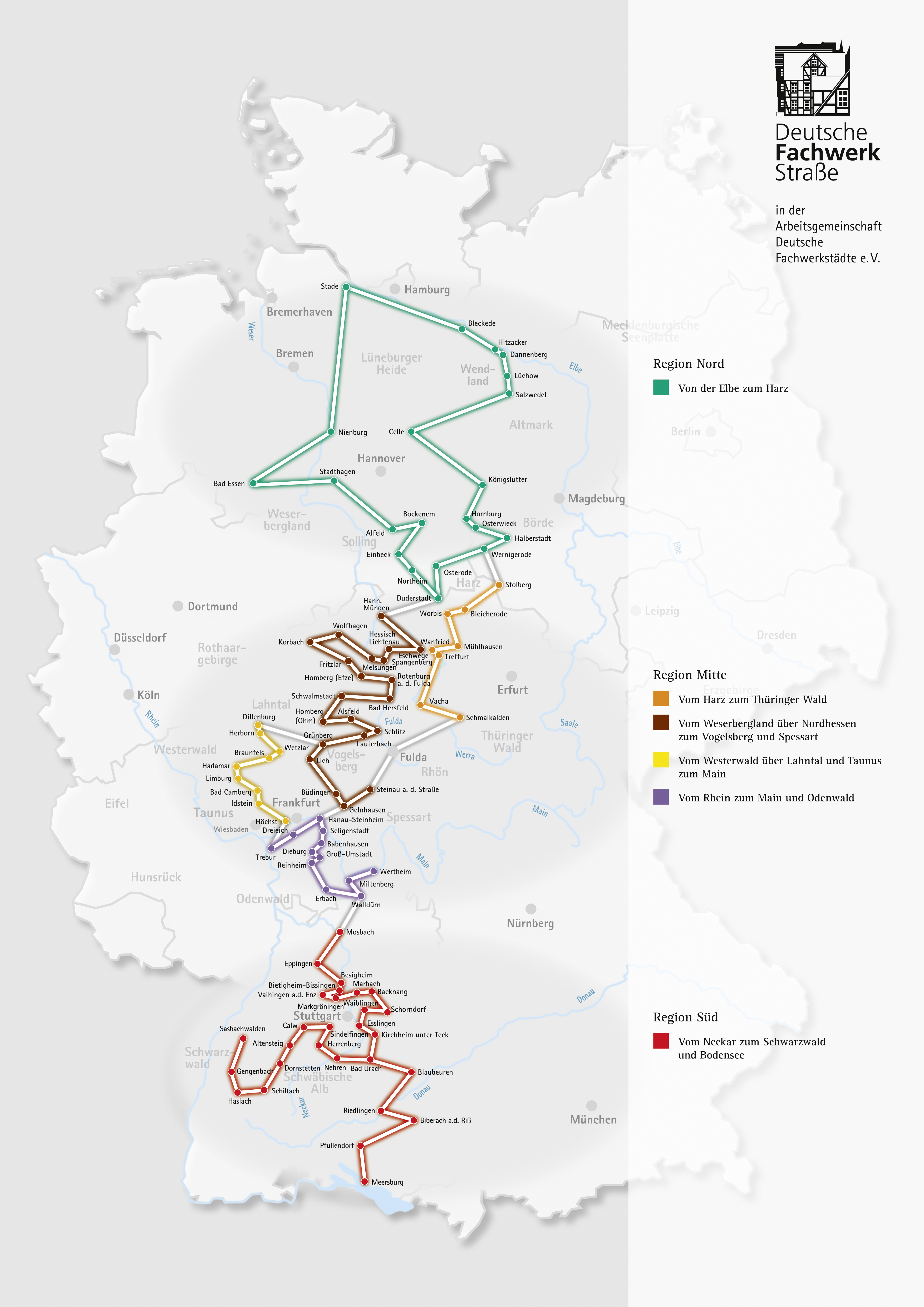
Ruta Alemana de Arquitectura de Entramados, divide en siete tramos.

La Ruta alemana de arquitectura de entramados (en alemán, Deutsche Fachwerkstraβe) es una ruta turística que se extiende desde el río Elba, en el norte, al lago de Constanza, en el sur. Discurre por poblaciones con construcciones de muros entramados en los estados federados de Baja Sajonia, Sajonia-Anhalt, Hesse, Turingia, Baviera y Baden-Wurtemberg. En total, suman casi 3.000 km, divididos, actualmente, en siete etapas.

## Historia
En 1975, se fundó la „ARGE Historische Fachwerkstädte e.V.“ (Asociación de ciudades históricas de arquitectura de entramados). Su objetivo es preservar el patrimonio cultural de una gran variedad de diferentes estilos de muros entramados en Alemania. Para facilitar el conocimiento e información a toda persona interesada, se fundó en 1990 la 'Ruta Alemana de Arquitectura de Entramados'. Desde entonces, 98 ciudades se han unido bajo el lema "el entramado une".

## Lugares para visitar
La ruta alemana de arquitectura de entramados va desde el norte de Alemania hasta el sur y pasa por paisajes únicos, lugares históricos y monumentos restaurados. Balnearios y lugares de festivales se alternan con parques naturales y románticos rincones. La sidra y la cerveza "Bockbier" tienen aquí su origen y apenas cualquier otra ruta turística puede ofrecer tal variedad de delicias culinarias alemanas.
En este camino histórico se encuentran el viñedo más norteño de Alemania, la vela de Navidad más grande del mundo y el único museo alemán de marfil. Hay muchos eventos, festivales y mercados durante todo el año que vale la pena visitar, bien sea en coche, bicicleta, tren o en autocaravana.

## Rutas regionales
La ruta alemana de arquitectura de entramados se divide en los siguientes siete tramos, aproximadamente en dirección norte-sur:
- Del río Elba a las montañas del Weserbergland (en el mapa marcada en azul)

Stade - Nienburg, Lower Saxony - Bad Essen - Stadthagen - Northeim - Einbeck - Bad Gandersheim - Alfeld
- Del río Elba a la montaña del Harz (en el mapa marcada en rojo oscuro)

Bleckede - Hitzacker - Dannenberg - Lüchow - Salzwedel - Celle - Königslutter - Wolfenbüttel - Hornburg - Bockenem - Osterwieck - Halberstadt - Wernigerode - Osterode - Duderstadt
- De las montañas del Weserbergland vía Hesse septentrional al monte Vogelsberg y a la montaña del Odenwald (en el mapa marcada en marrón)

Hannoversch Münden - Eschwege - Hessisch Lichtenau - Spangenberg - Melsungen - Wolfhagen - Bad Arolsen - Korbach - Fritzlar - Homberg (Efze) - Rotenburg an der Fulda - Bad Hersfeld - Schwalmstadt - Alsfeld - Schlitz - Lauterbach - Grünberg - Lich - Butzbach - Büdingen - Gelnhausen - Steinau an der Straße
- De la montaña del Harz al Bosque de Turingia (en el mapa marcada en naranja)

Stolberg - Bleicherode - Worbis - Mühlhausen - Wanfried - Treffurt - Vacha - Schmalkalden
- Del río Lahn al Rheingau (en el mapa marcada en amarillo)

Dillenburg - Herborn - Wetzlar - Braunfels - Hadamar - Limburg - Bad Camberg - Idstein - Eltville
- Del río Rin al río Meno y a la montaña del Odenwald (en el mapa marcada en púrpura)

Trebur - Dreieich - Hanau-Steinheim - Seligenstadt - Babenhausen - Dieburg - Groß-Umstadt - Wertheim - Miltenberg - Walldürn - Erbach - Reichelsheim
- Del río Neckar a la Selva Negra y al Lago de Constanza (en el mapa marcada en rojo)

Mosbach - Eppingen - Besigheim - Bietigheim-Bissingen - Vaihingen an der Enz - Markgröningen - Marbach - Backnang - Waiblingen - Schorndorf - Esslingen - Kirchheim unter Teck - Bad Urach
Aquí la ruta se divide en una parte occidental que lleva a la Selva Negra y en una parte meridional que lleva al Lago de Constanza:
- Ruta occidental: Bad Urach - Herrenberg - Calw - Altensteig - Dornstetten - Schiltach - Haslach
- Ruta meridional: Bad Urach - Blaubeuren - Riedlingen - Biberach an der Riß - Pfullendorf - Meersburg

## Galería

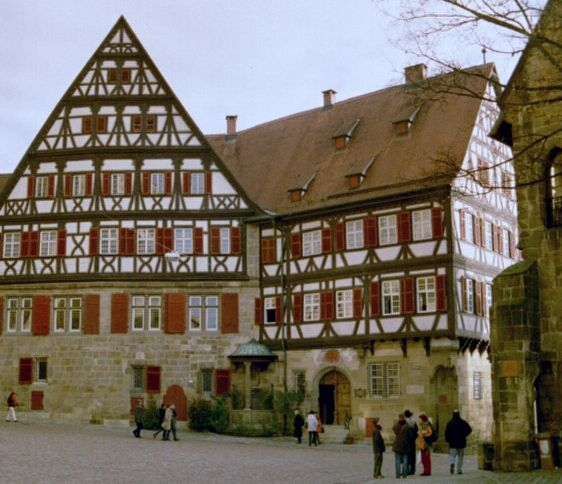
Casa del diezmo en Esslingen am Neckar (Kesslerhaus).
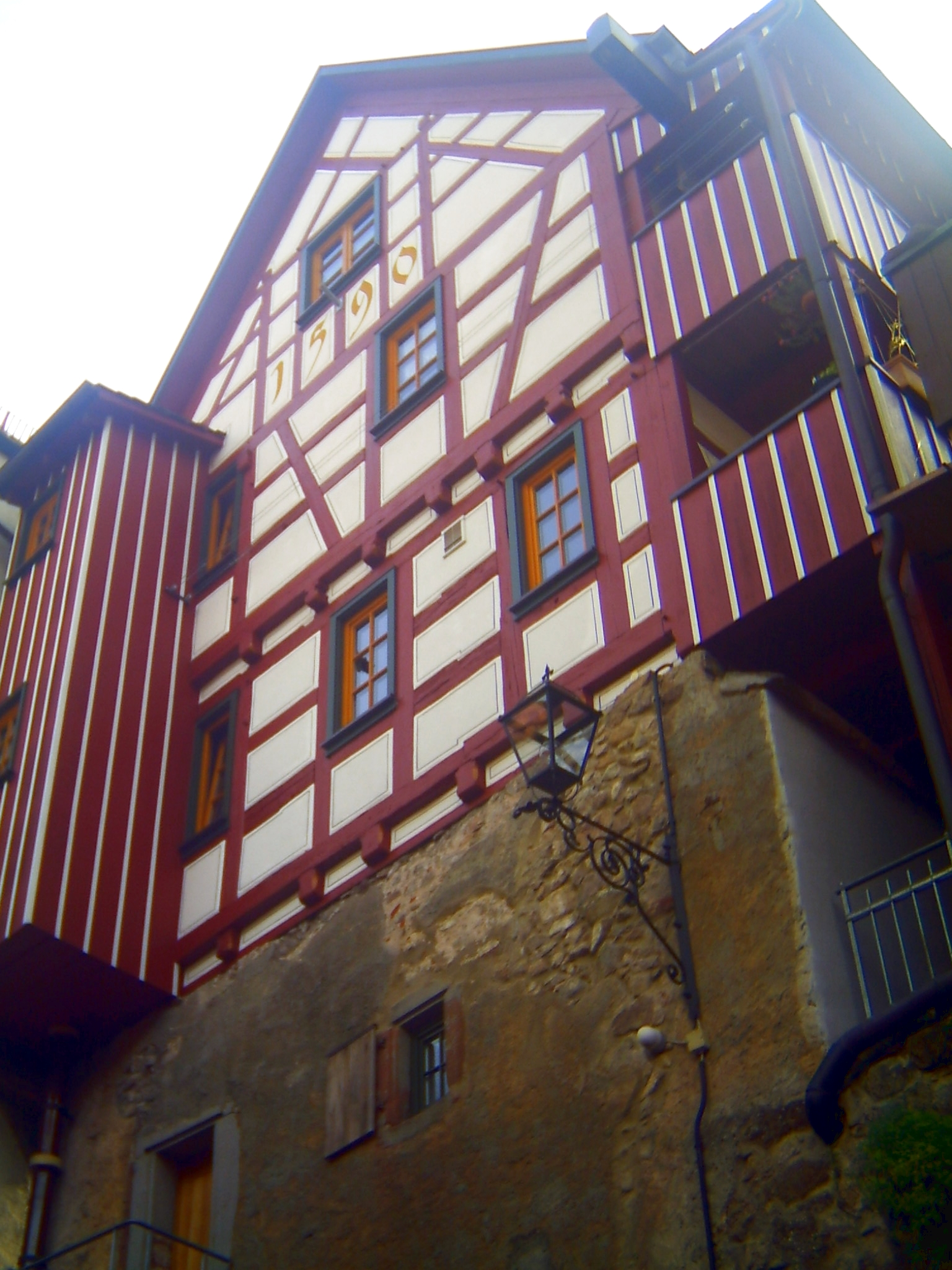
Casa de cazadores en Schiltach, construida hacia 1590
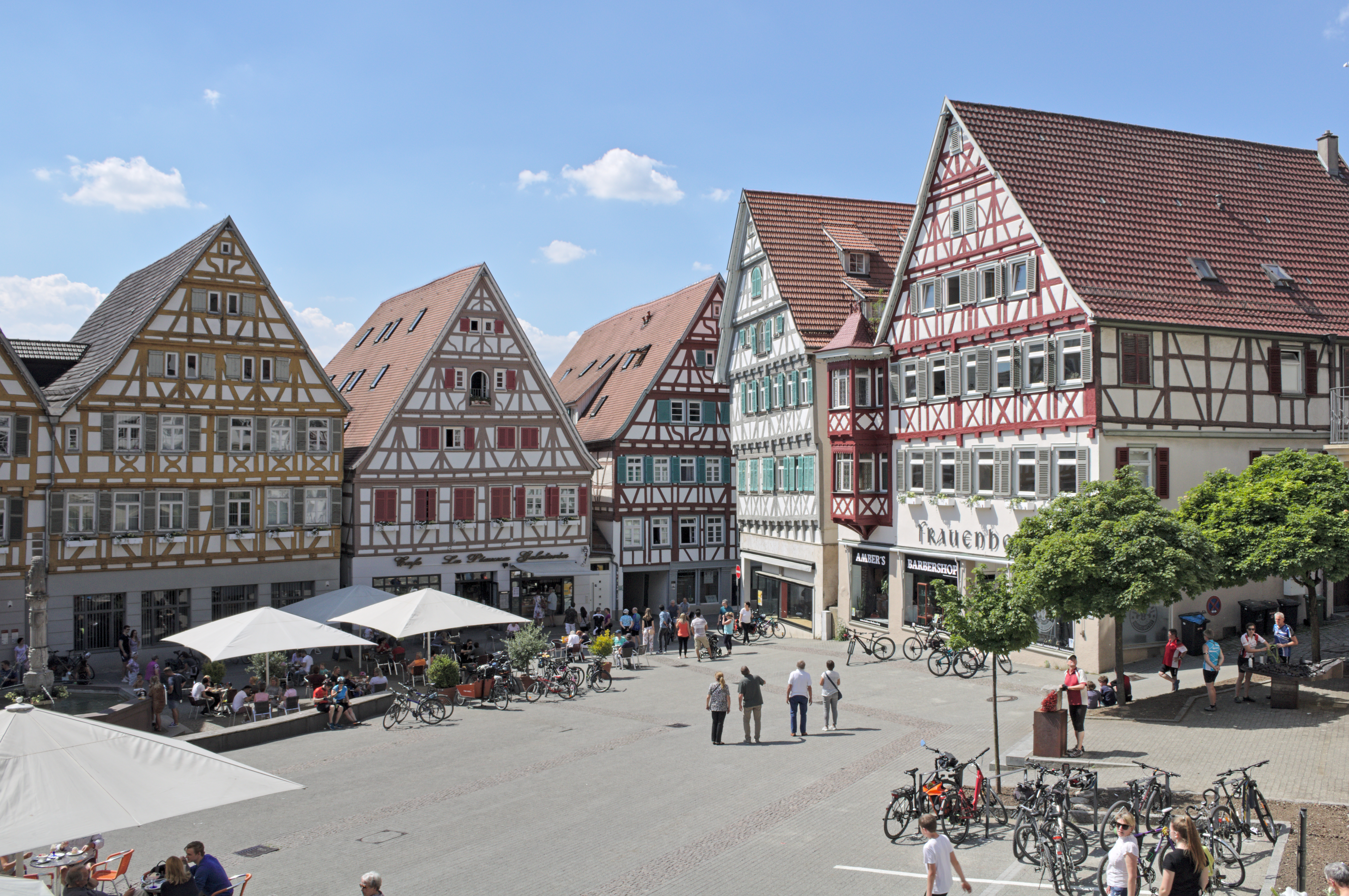
Plaza del mercado en Herrenberg.
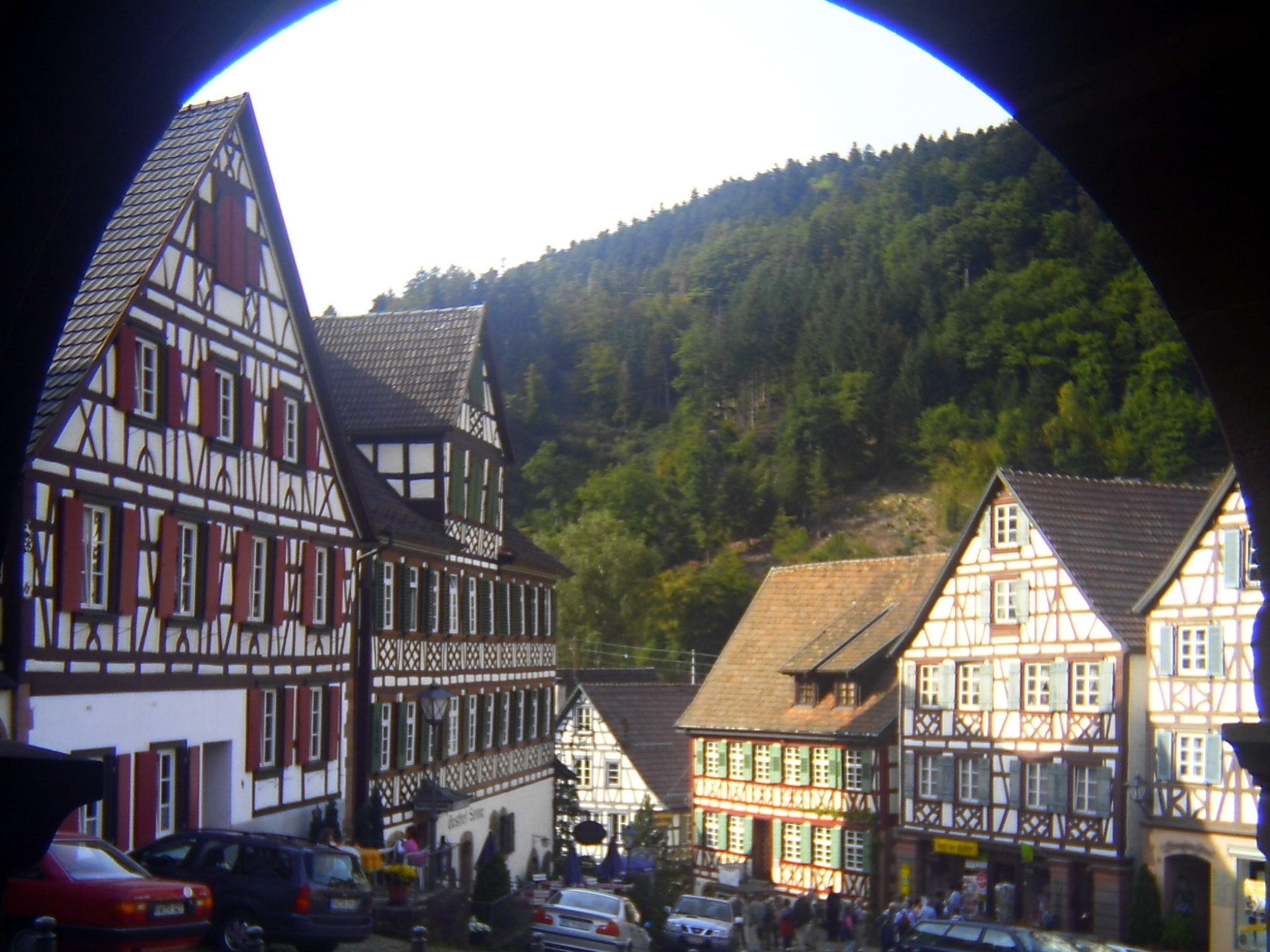
Plaza del mercado en Schiltach, Selva Negra.
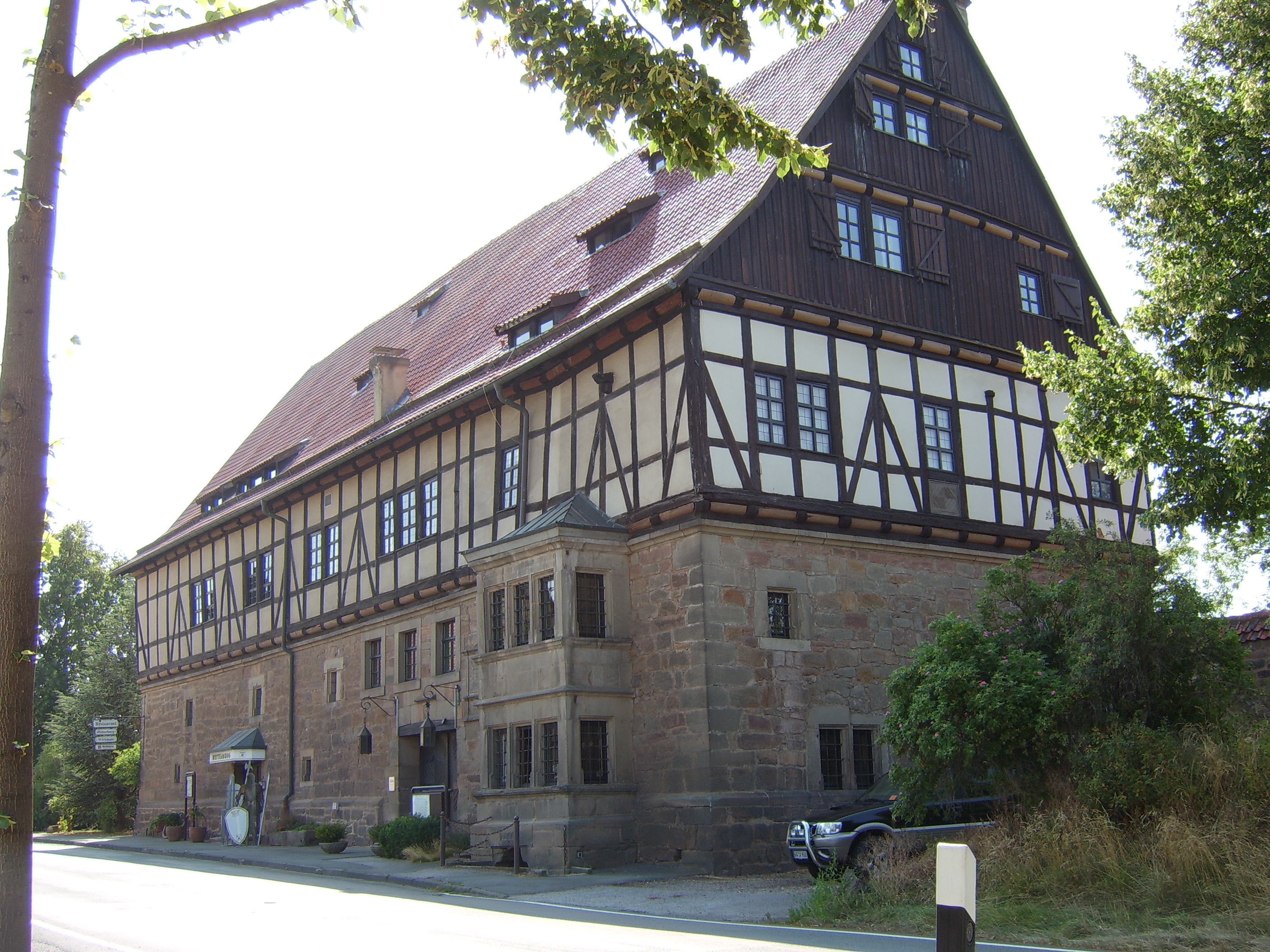
Wetterburg cerca de Bad Arolsen.
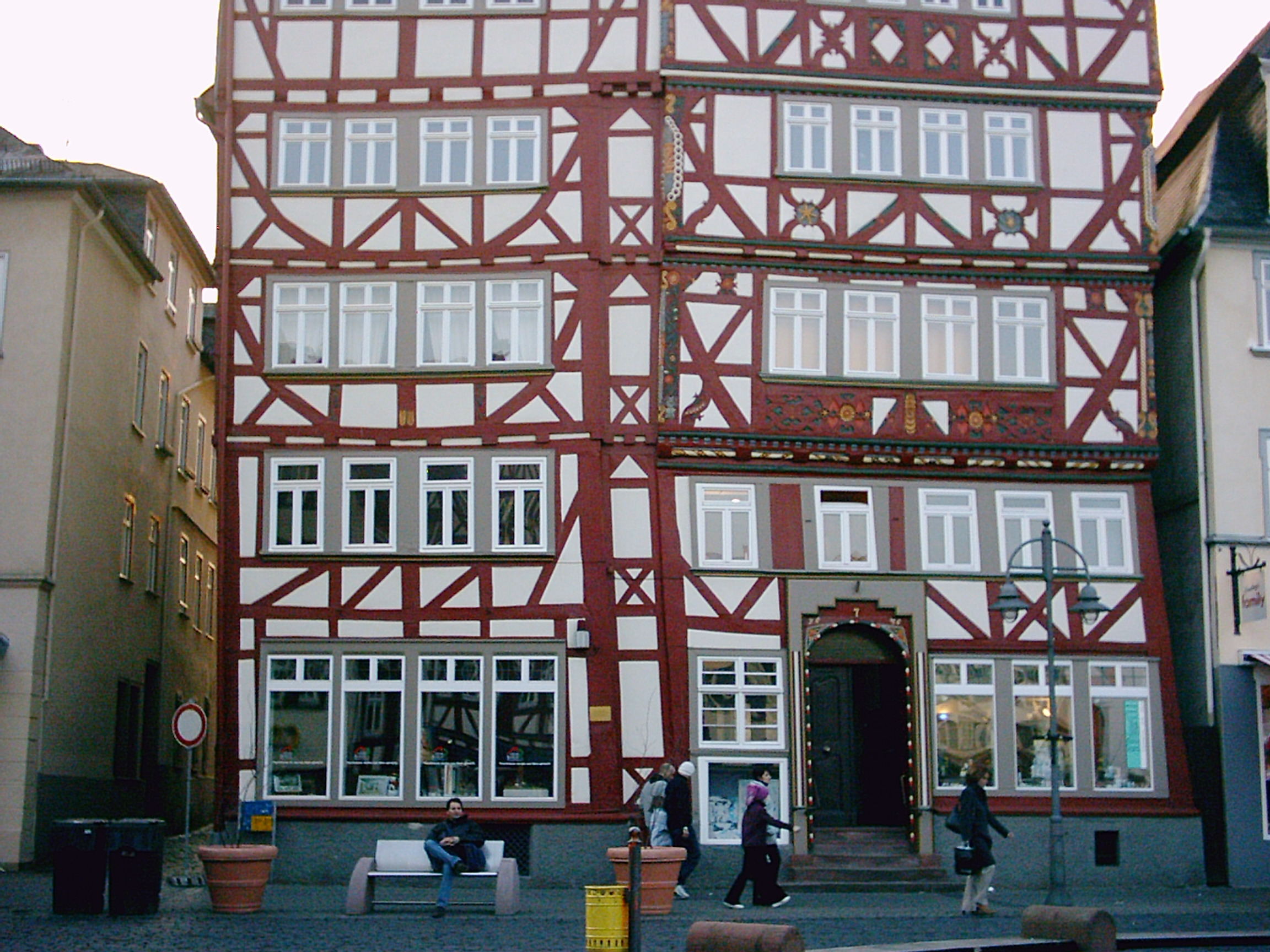
Casa en la Plaza del mercado de Butzbach, construida en el siglo XVI.
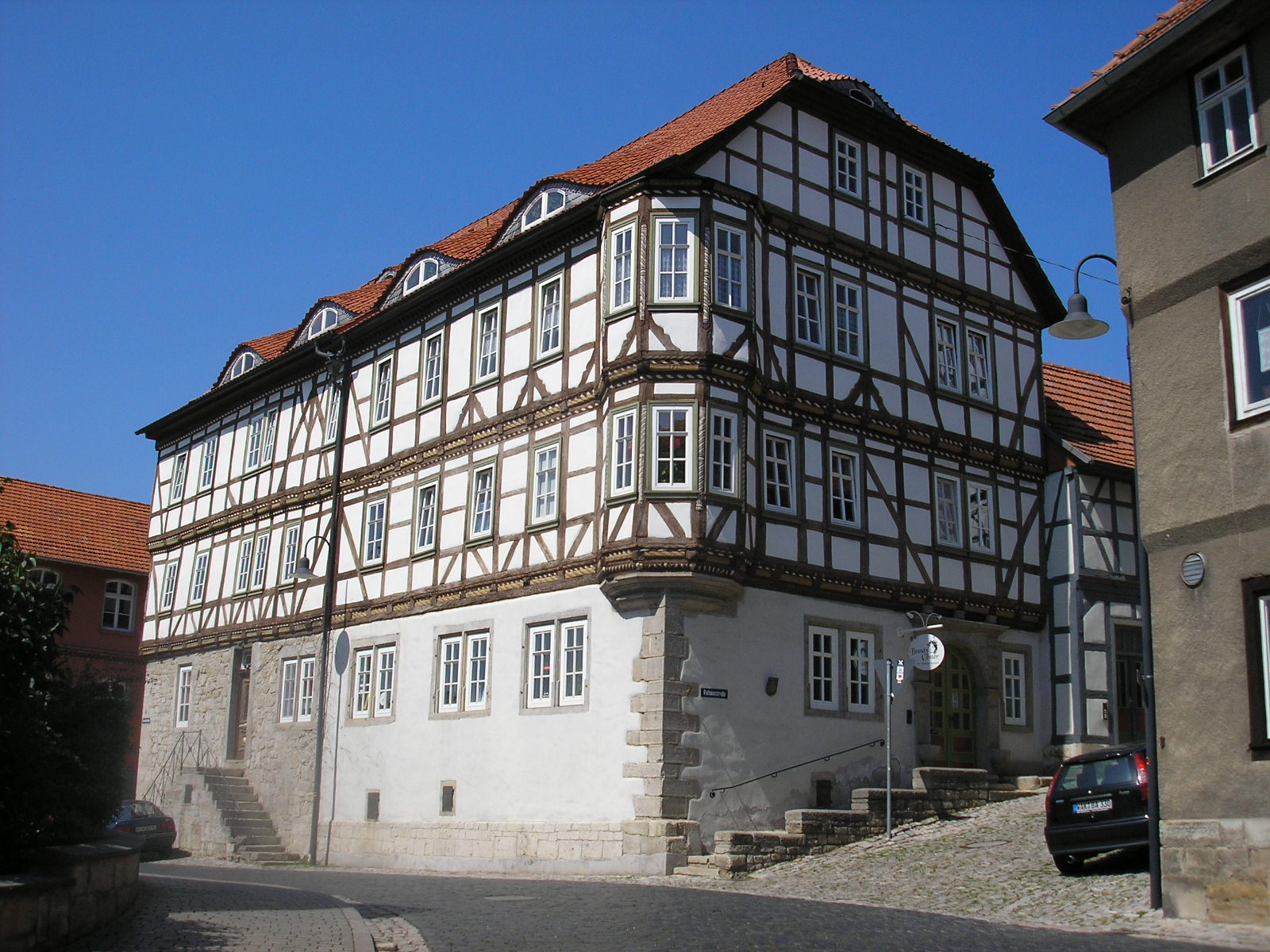
Casa de la bofetada, Treffurt.
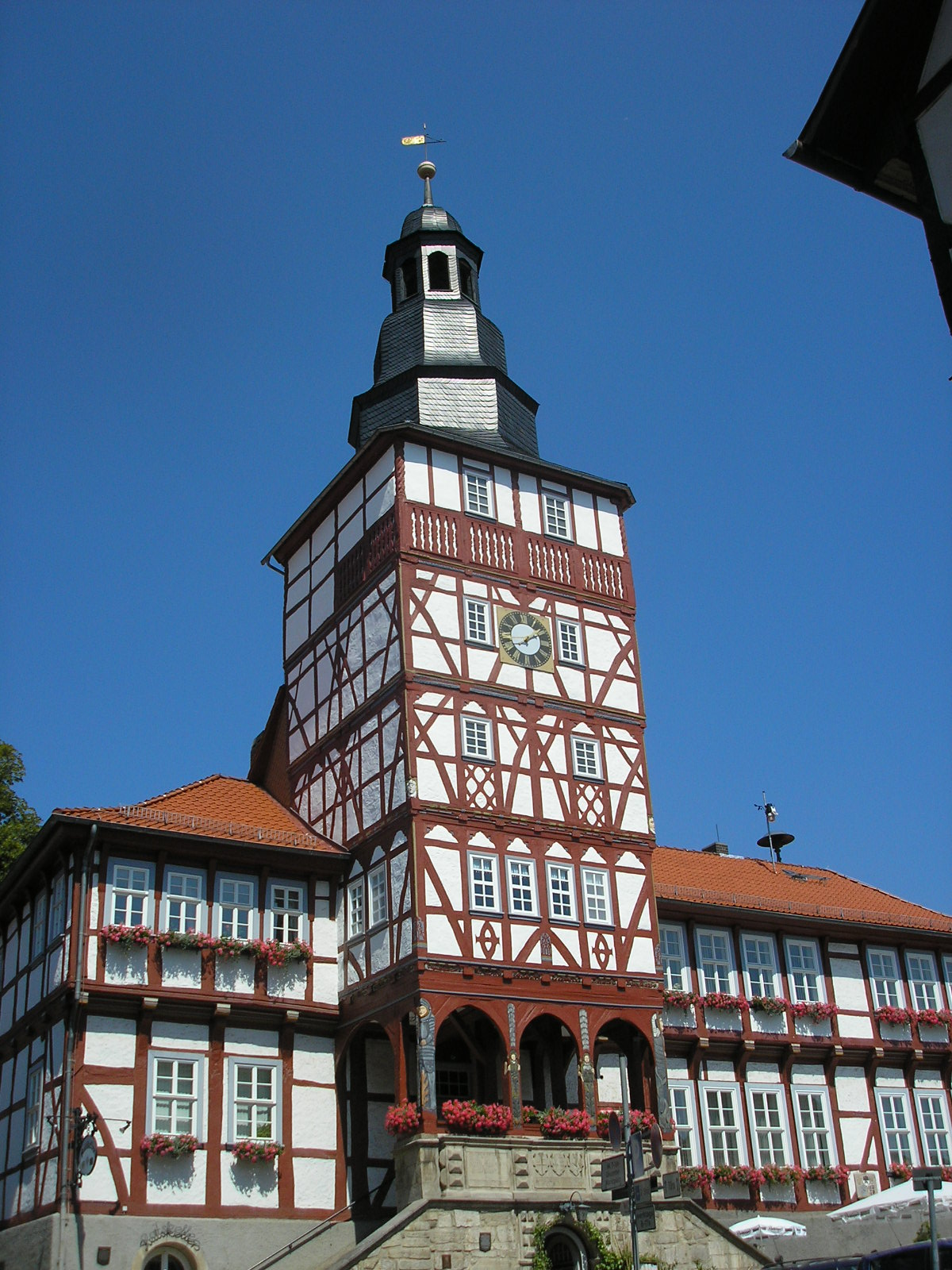
El Ayuntamiento de Treffurt.